# Drepanulatrix quadraria
Drepanulatrix quadraria är en fjärilsart som beskrevs av Augustus Radcliffe Grote 1882. Drepanulatrix quadraria ingår i släktet Drepanulatrix och familjen mätare. Inga underarter finns listade i Catalogue of Life.